# The Secret Heart
The Secret Heart is een Amerikaanse dramafilm uit 1946 onder regie van Robert Z. Leonard. Destijds werd de film in Nederland uitgebracht onder de titel Dwaalwegen.

## Verhaal
De pianist Larry Addams pleegt zelfmoord. Hij laat zijn vrouw en twee jonge kinderen achter. Zijn vrouw moet nu zijn schulden afbetalen en alleen instaan voor de opvoeding van haar twee stiefkinderen.

## Rolverdeling
| Acteur              | Personage        |
| ------------------- | ---------------- |
| Claudette Colbert   | Lee Addams       |
| Walter Pidgeon      | Chris Matthews   |
| June Allyson        | Penny Addams     |
| Lionel Barrymore    | Dr. Rossiger     |
| Robert Sterling     | Chase N. Addams  |
| Marshall Thompson   | Brandon Reynolds |
| Elizabeth Patterson | Mevrouw Stover   |
| Richard Derr        | Larry Addams     |
| Patricia Medina     | Kay Burns        |
| Eily Malyon         | Juffrouw Hunter  |
| Ann Lace            | Penny als kind   |
| Dwayne Hickman      | Chase als kind   |